# أبو الحسين النيسابوري
أبو الحسين عبد الرحمن عبد الجبار بن عبد الخالق النيسابوري الشحامي درس وطلب العلم في نيسابور على أبي البركات عبد الوهّاب، وأبي الفضل الفراوي، وعبد الرحمن بن طاهر، وأبي حفص عمر بن أحمد الصفار، وأبي الفتح مسعود ابن الخطيب وغيرهم.
وحدث في مدينة بغداد ونيسابور، وهو من بيت مشهور بالعلم والرواية، وحدث من أهل بيتهِ أكثر من واحد.

## نسبه
عبد الرحمن بن عبد الجبار بن عبد الخالق بن زاهر بن طاهر الشحامي أبو الحسين بن أبي سعد المزكي النيسابوري:
سمع من أبي الأسعد هبة الرحمن وعمر بن أحمد الصفار ومسعود بن محمد الخطيب. وجده وغيرهم وقدم بغداد حاجا فتوفي بها بعد وصوله من مكة في صفر سنة أربع عشرة وستمائة. حدثنا قال: أنبأنا هبة الرحمن القشيري سنة خمس وأربعين وخمسمائة.
فذكر حديثا.
«قلت: روى عنه الضياء محمد وابن النجار وكناه أبا الخير».

## أهل بيته
جده
عبد الخالق بن زاهر بن طاهر بنِ مُحَمَّدٍ الشَّحَّامِيُّ وهو شيخ وعالم ثقة، المُحَدِّثُ، أَبُو مَنْصُوْرٍ النَّيْسَابُوْرِيّ، الشَّحَّامِيّ.
وُلِدَ: سَنَةَ خَمْسٍ وَسَبْعِيْنَ وَأَرْبَعِ مائَةٍ.

## وفاته
توفي في بغداد ليلة 12 صفر 614هـ/1217م، ودفن في مقبرة الخيزران في الأعظمية.